# Garrison (Nebraska)
Garrison es una villa ubicada en el condado de Butler en el estado estadounidense de Nebraska. En el Censo de 2010 tenía una población de 54 habitantes y una densidad poblacional de 179,74 personas por km².

## Geografía
Garrison se encuentra ubicada en las coordenadas 41°10′32″N 97°9′48″O / 41.17556, -97.16333. Según la Oficina del Censo de los Estados Unidos, Garrison tiene una superficie total de 0.3 km², de la cual 0.3 km² corresponden a tierra firme y (1.72%) 0.01 km² es agua.

## Demografía
Según el censo de 2010, había 54 personas residiendo en Garrison. La densidad de población era de 179,74 hab./km². De los 54 habitantes, Garrison estaba compuesto por el 100% blancos, el 0% eran afroamericanos, el 0% eran amerindios, el 0% eran asiáticos, el 0% eran isleños del Pacífico, el 0% eran de otras razas y el 0% pertenecían a dos o más razas. Del total de la población el 1.85% eran hispanos o latinos de cualquier raza.